# Odontomyia aldrichi
Odontomyia aldrichi är en tvåvingeart som beskrevs av Johnson 1895. Odontomyia aldrichi ingår i släktet Odontomyia och familjen vapenflugor. Inga underarter finns listade i Catalogue of Life.